# Дом Гампера
Дом Гампера (укр. Дім Гампера) — здание в неоготическом стиле в Мариуполе. Находится на Земской улице. В доме проживал врач и общественный деятель Сергей Фёдорович Гампер.

## История

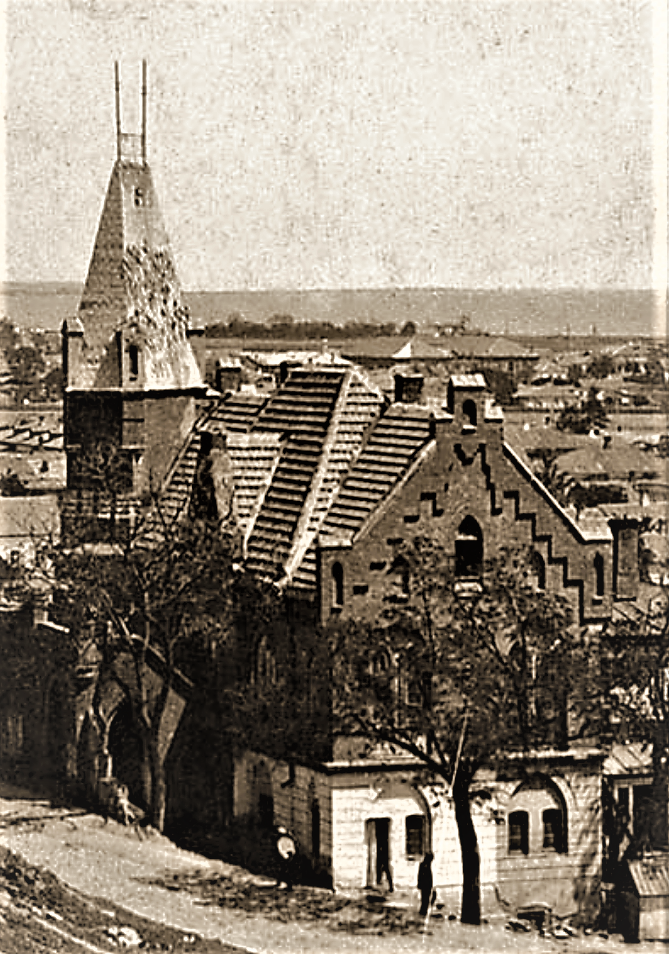
Здание в начале XX века

Дом с остроконечной башней в неоготическом стиле был построен в 1897 году. Периметр здания изначально был ограждён забором, во дворе был заложен сад с водоёмом, алея была усыпана песком. Владельцем здания являлся купец Шнейдерович. Дом получил своё название в честь главного врача мариупольской земской больницы, гласного городской думы Сергея Фёдоровича Гампера (1859—1911), который жил и работал здесь.
После окончания гражданской войны в России дом был национализирован и разделён на коммунальные квартиры. В подвале дома предпринимались попытки организовать производство колбасных изделий.
По состоянию на 2020 год в доме проживало 6 семей. К этому моменту в доме протекала крыша, двор был беспорядочно застроен хозяйственными постройками, а оригинальный фасад был изменён достройкой балконов, веранды, утеплителем и пластиковыми окнами.
Здание пострадало во время боёв за Мариуполь в ходе российского вторжения на Украину в 2022 году.

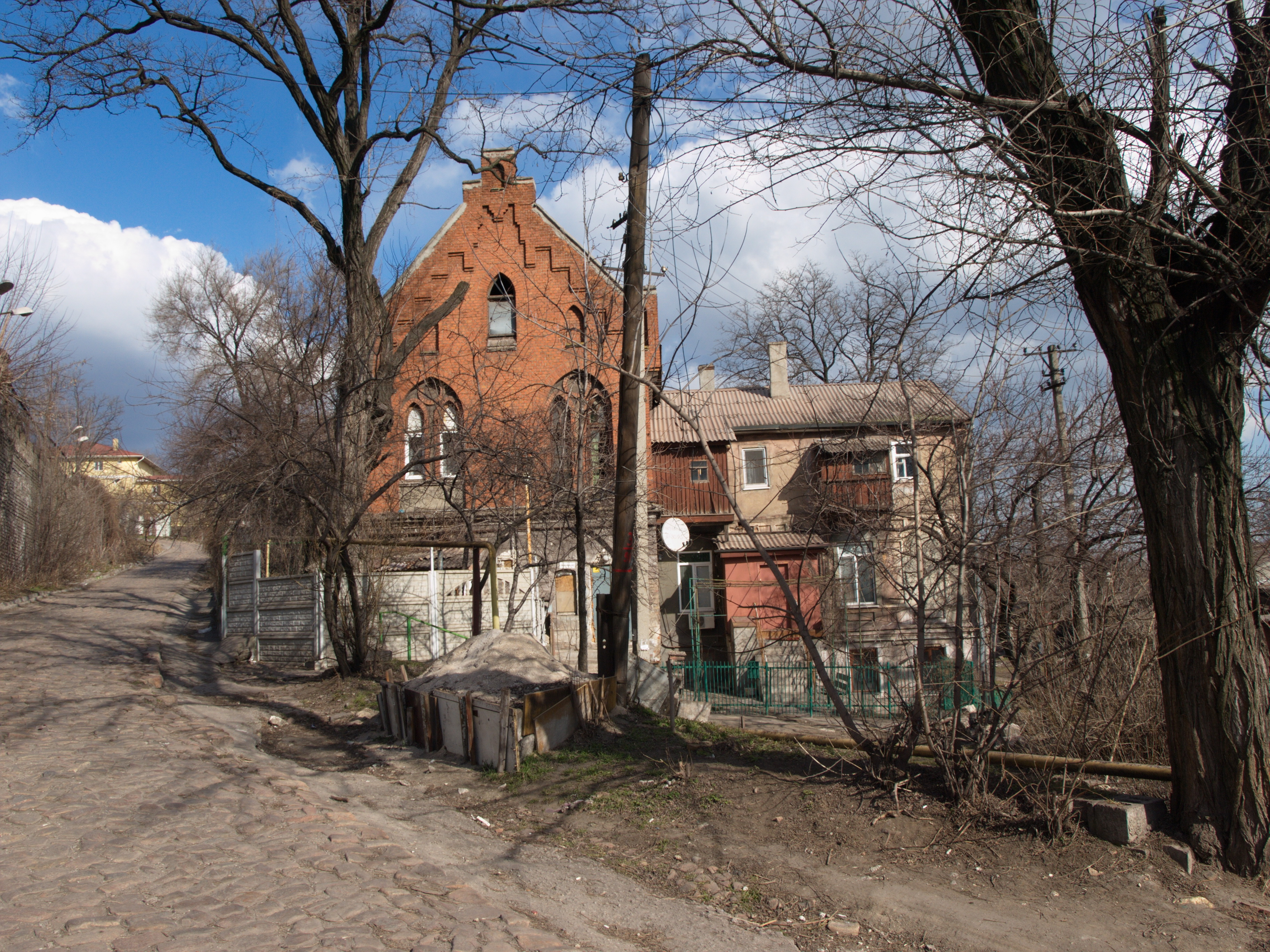
Дом в 2013 году